# 塞尔苏瓦
塞尔苏瓦（法語：Celsoy，法語發音：[sɛlswa]）是法国上马恩省的一个市镇，位于该省南部偏东，属于朗格勒区。

## 地理
塞尔苏瓦（47°51'39"N, 5°28'42"E）面积5.42 平方千米，位于法国大東部大區上马恩省，该省份为法国东北部内陆省份，北起马恩省和默兹省，西接奥布省，西南接科多尔省，东南接上索恩省，东临孚日省。
与塞尔苏瓦接壤的市镇（或旧市镇、城区）包括：上阿芒斯、勒塞、奥尔比尼欧蒙、普莱努瓦、沙特奈沃丹。

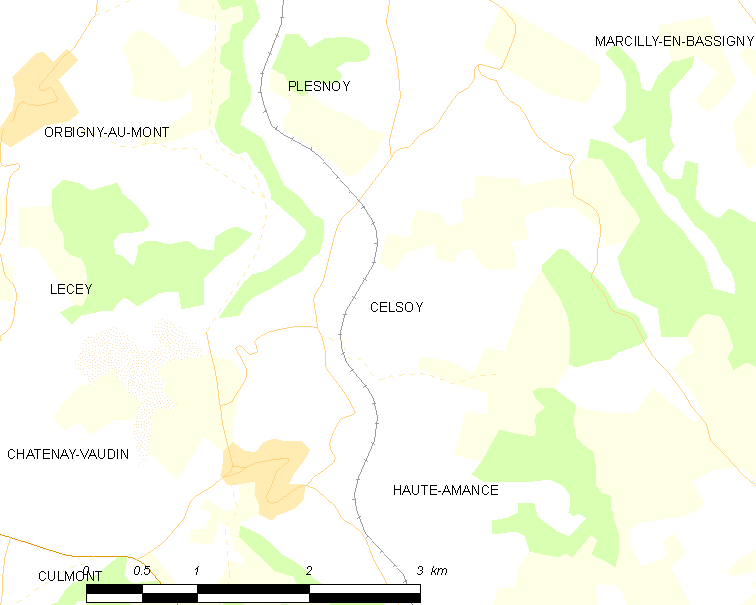
塞尔苏瓦的OSM定位图

塞尔苏瓦的时区为UTC+01:00、UTC+02:00（夏令时）。

## 行政
塞尔苏瓦的邮政编码为52600，INSEE市镇编码为52090。

## 政治
塞尔苏瓦所属的省级选区为沙兰德雷县。

## 人口

1962-2008年间塞尔苏瓦人口变化图示

塞尔苏瓦于2022年1月1日时的人口数量为92人。